# George E. Stratemeyer
George Edward Stratemeyer (Cincinnati, 24 de Novembro de 1890 - Condado de Orange, 11 de Agosto de 1969) foi um aviador e Chefe do Estado-maior da Aviação dos Estados Unidos durante a Segunda Guerra Mundial, tendo alcançado o posto de Tenente-General. Depois do conflito mundial, foi comandante das Forças Aéreas do Extremo Oriente dos Estados Unidos durante os primeiros anos da Guerra da Coreia. Retirou-se das forças armadas no dia 31 de Janeiro de 1952.

## Início de carreira

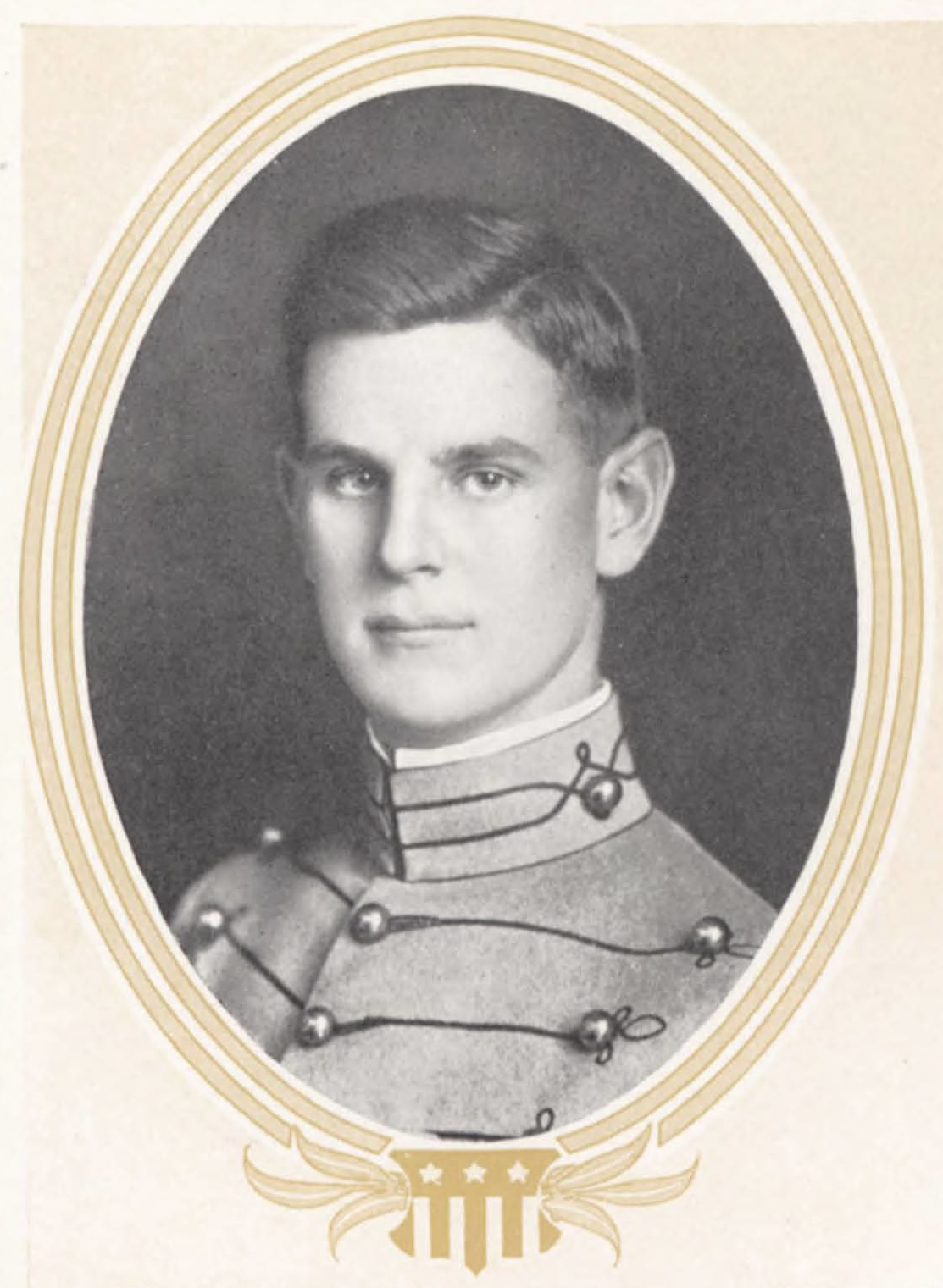
Em West Point em 1915

Stratemeyer nasceu em Cincinnati, Ohio, em 1890. Ele se formou na Academia Militar dos Estados Unidos em junho de 1915 (" a classe em que as estrelas caíram ") como segundo-tenente de infantaria . Ele serviu nos 7º e 34º regimentos de infantaria no Texas e no Arizona até setembro de 1916, quando foi destacado para a Seção de Aviação, US Signal Corps, para treinamento de vôo em Rockwell Field, San Diego, Califórnia . Stratemeyer tornou-se primeiro-tenente em junho de 1916. Ele se tornou oficial comandante das Escolas Técnicas e de Voo do Serviço Aéreo do Exército dos Estados Unidos em Kelly Field, Texas, em maio de 1917. Ele se tornou capitão em agosto de 1917, designado comandante escolar da escola de solo da School of Military Aeronautics Division na Ohio State University e, posteriormente, comandante do Chanute Field, Illinois . Stratemeyer foi promovido a major em agosto de 1918. Com transferência oficial da Infantaria para o Corpo Aéreo em 1920, ele foi para Luke Field, Havaí, como oficial comandante do 10º Parque Aéreo.
Stratemeyer voltou a West Point em agosto de 1924 como instrutor de tática. Ele se formou na Air Corps Tactical School em Langley Field, Virgínia, em junho de 1930 e na Command and General Staff School em Fort Leavenworth, Kansas, em 1932. Ele permaneceu em Leavenworth como instrutor pelos próximos quatro anos. Stratemeyer foi promovido a tenente-coronel em junho de 1936 e designado para comandar o 7º Grupo de Bombardeiros em Hamilton Field, Califórnia. Ele se formou no Army War College em 1939 e foi para o cargo de Chefe do Corpo Aéreo do Exército dos Estados Unidos como chefe da Divisão de Treinamento e Operações, sendo promovido a coronel em março de 1940.
Um ano depois, Stratemeyer tornou-se oficial executivo do general Henry H. Arnold, chefe do Air Corps, e em agosto foi promovido a general de brigada . Stratemeyer comandou o Centro de Treinamento do Corpo Aéreo do Sudeste em Maxwell Field, Alabama, por cinco meses e retornou a Washington em junho de 1942 como chefe do Estado-Maior da Força Aérea do General Arnold. Ele havia sido promovido a major-general em fevereiro de 1942.

## Segunda Guerra Mundial
Stratemeyer foi para o China Burma India Theatre em meados de 1943, nomeado Comandante Geral do Setor Índia-Birmânia das Forças Aéreas do Exército, vice-comandante aéreo do Sudeste Asiático e comandante do Comando Aéreo Oriental, Comando do Sudeste Asiático (SEAC). Embora oficialmente conselheiro aéreo do general Joseph Stilwell, seu status era comparável ao de Stilwell.
Parte do comando de Stratemeyer, a Décima Força Aérea, foi integrada à Terceira Força Aérea Tática da RAF na Índia em dezembro de 1943 e estava operando sob Lord Louis Mountbatten, Comandante Supremo Aliado da SEAC. Outra parte dela, a Décima Quarta Força Aérea na China, estava sob a jurisdição do Generalíssimo Chiang Kai-shek como comandante do Teatro da China. E embora a Ala Índia-China, Comando de Transporte Aéreo tenha recebido suas alocações de requisitos de tonelagem para o transporte aéreo Hump de Stratemeyer como vice de Stilwell, o controle do ICWATC residia com o Quartel-General ATC, em Washington. Um dos desenhos favoritos de Stratemeyer o mostrava sentado em sua mesa cercado por fotos de seus oito chefes (Stilwell, Mountbatten, General George C. Marshall, Chiang, Arnold, Royal Air Force Air Marshal Sir Richard Peirse, Major General Daniel I. Sultan, e FDR), todos os quais poderiam dar-lhe ordens em uma ou outra de suas funções.
Stratemeyer foi promovido a tenente-general em maio de 1945 e de abril de 1944 a março de 1946 foi comandante das Forças Aéreas do Exército no China Theatre com sede em Chungking . Stratemeyer foi uma figura importante na manobra de retaliação após a convocação de Stilwell para forçar a saída do general Claire Chennault como comandante da 14ª Força Aérea, com sede em Kunming .
Após a guerra, Stratemeyer comandou o Comando de Defesa Aérea em Mitchel Field, Nova York, e o Comando Aéreo Continental, que foi organizado lá em novembro de 1948. Em ambas as posições, Stratemeyer tentou melhorar o sistema de alerta da América.

## Guerra da Coréia
Stratemeyer foi para Tóquio em abril de 1949 como comandante geral das Forças Aéreas do Extremo Oriente, que liderou durante o primeiro ano da Guerra da Coréia . Suas unidades responderam rapidamente à invasão do sul pelos norte-coreanos e forneceram à Coréia do Sul e ao general Douglas MacArthur o braço aéreo vital. O general Stratemeyer teve um grave ataque cardíaco em Tóquio em maio de 1951 e foi internado no hospital da Força Aérea na vizinha Base Aérea de Tachikawa.
Stratemeyer se aposentou em 31 de janeiro de 1952. Ele morreu em Winter Park, Flórida, em 9 de agosto de 1969. 

## Condecorações
Os prêmios Stratemeyer incluem a Cruz de Serviços Distintos, Medalha de Serviços Distintos com três cachos de folhas de carvalho ; Distinta Cruz Voadora ; Medalha do Ar com cacho de folha de carvalho; Medalha do Serviço de Defesa Americano ; Medalha da Campanha Ásia-Pacífico com cinco estrelas de serviço ; Medalha da Campanha Europeu-Africano-Oriente Médio com estrela de serviço; Medalha da Vitória na Primeira Guerra Mundial ; Medalha da Vitória na Segunda Guerra Mundial ; Medalha da Campanha Americana com estrela de serviço; Medalha do Serviço de Defesa Nacional ; Medalha de Serviço Coreano com quatro estrelas de serviço; Medalha do Serviço de Fronteira Mexicana ; Medalha Ho-Tu da Força Aérea Chinesa; Tashou Cloud Banner (chinês); Companheiro Britânico da Ordem do Banho Especial Chinês; Distintivo de Piloto Chinês; Ordem Polonesa da Polonia Restituta Cruz do Comandante; Cavaleiro Comandante da Ordem do Império Britânico ; Distintivo de piloto iugoslavo.